# Tanypus tanypodipennis
Tanypus tanypodipennis är en tvåvingeart som först beskrevs av Zetterstedt 1838.  Tanypus tanypodipennis ingår i släktet Tanypus och familjen fjädermyggor.
Artens utbredningsområde är Sverige. Inga underarter finns listade i Catalogue of Life.